# Idiops spirifer
Idiops spirifer är en spindelart som beskrevs av Roewer 1942. Idiops spirifer ingår i släktet Idiops och familjen Idiopidae. Inga underarter finns listade i Catalogue of Life.